# Boeing Boeing
Boeing Boeing è un film del 1965 diretto da John Rich e interpretato da Tony Curtis, Jerry Lewis e Thelma Ritter.
Il film valse a Jerry Lewis una nomination al Golden Globe per il miglior attore in un film commedia o musicale nel 1966, ma a conquistare il premio fu Lee Marvin per Cat Ballou.

## Trama
Bernard Lawrence è un giornalista americano di stanza a Parigi. Donnaiolo, ha escogitato un ingegnoso sistema per rimanere fidanzato contemporaneamente con tre differenti ragazze: queste, infatti, sono hostess di diverse compagnie aeree e prestano servizio su linee internazionali senza mai incrociarsi, cosicché ognuna si trova a Parigi quando le altre sono in volo o comunque in un altro Paese. Per destreggiarsi tra gli arrivi e le partenze delle fidanzate, il Bernard ha organizzato una vera e propria tabella di marcia che gli permette di accompagnare l'inglese Victoria della British United Airways in partenza all'aeroporto esattamente quando arriva la tedesca Lise della Lufthansa, mentre la francese Jacqueline dell'Air France si trova in un'altra parte del mondo.
Con la complicità della sua paziente domestica Bertha (la quale si preoccupa tra l'altro di cambiare le foto, i menu dei pasti e la biancheria in base alla permanenza di ogni ragazza), nessuna delle tre avverte minimamente la trascorsa presenza in casa di un'altra. Tutto si svolge nel migliore dei modi, tanto che Bernard intende rifiutare un'imminente promozione che lo vedrebbe trasferito a New York, ma il sistema comincia a vacillare quando le ragazze gli danno la "bella" notizia che saranno tutte spostate a breve su aerei nuovi, migliori, più potenti e quindi più veloci, che permetteranno una più lunga permanenza nella capitale. Questi cambiamenti stravolgono totalmente la tabella di marcia di Bernard, che si ritrova con tutte e tre le fidanzate nello stesso momento a Parigi.
A complicare ulteriormente la situazione è l'arrivo di Robert Reed, un vecchio amico, anche lui giornalista e collega di Bernard, che non trovando una stanza d'albergo libera si stabilisce nel suo appartamento, garantendogli che si tratterrà solo per pochi giorni. Accortosi dello stile di vita condotto da Bernard, però, intende rilevare la casa insieme alle ragazze, alla domestica ed al suo lavoro a Parigi, cercando di manipolarlo e convincerlo a lasciare tutto per trasferirsi a New York.
Il sistema però crolla definitivamente quando le ragazze si ritrovano tutte nella stessa stanza; Bernard e Robert fuggono su un taxi guidato da una donna: questa rivelerà loro di abitare in un appartamento che divide con altre due tassiste, ma per motivi di lavoro non si vedono praticamente mai...

## Produzione
Boeing Boeing venne girato in 84 giorni in tutto, dall'8 aprile al 30 giugno.
Curtis e Lewis erano grandi amici nella vita, ma questo non impedì che ci fossero problemi sui nomi in cartellone e nei titoli iniziali. Per evitare di scegliere quale nome dovesse essere primo, si scelse una grafica ad "X" sul manifesto, dove i nomi si intersecavano senza far capire quale fosse quello più importante. Invece nei titoli iniziali i nomi dei due attori furono messi in un cerchio che ruotava.
A Parigi, dove girarono gli esterni, Jerry Lewis ebbe l'accoglienza di un Re. In Francia era popolarissimo, un po' meno Curtis che aveva cominciato la fase discendente della sua fantastica carriera.
In realtà Lewis aveva accettato il ruolo (non esattamente consono al suo stile, fare da spalla a Tony Curtis) solo per concludere il contratto con la Paramount e restare libero da vincoli.